# Presidentvalet i Ryssland 2024
Presidentvalet i Ryssland 2024 hölls den 15 mars till 17 mars 2024.
Vladimir Putin tillskrevs 88,48 % av rösterna.